# Grand Rapids Drive 2019-2020
La stagione 2019-20 dei Grand Rapids Drive fu la 14ª nella NBA D-League per la franchigia.
I Grand Rapids Drive al momento dell'interruzione della stagione a causa della pandemia da COVID-19, erano terzi nella Central Division con un record di 25-17.

## Roster
| N° | Naz.                   | Ruolo | Sportivo          | Anno | Alt. | Peso |
| -- | ---------------------- | ----- | ----------------- | ---- | ---- | ---- |
| 3  | Stati Uniti (bandiera) | G     | Craig Sword       | 1994 | 191  | 89   |
| 4  | Stati Uniti (bandiera) | G     | Dakarai Allen     | 1995 | 196  | 88   |
| 5  | Stati Uniti (bandiera) | A     | Donta Hall        | 1997 | 206  | 104  |
| 10 | Stati Uniti (bandiera) | G     | Pe'Shon Howard    | 1990 | 191  | 84   |
| 11 | Stati Uniti (bandiera) | A     | Tre'Shawn Thurman | 1995 | 201  | 102  |
| 14 | Stati Uniti (bandiera) | A     | Louis King        | 1999 | 206  | 93   |
| 18 | Stati Uniti (bandiera) | G     | Jordan Bone       | 1997 | 191  | 82   |
| 22 | Stati Uniti (bandiera) | A     | Tra-Deon Hollins  | 1995 | 188  | 88   |
| 24 | Stati Uniti (bandiera) | A     | Khalil Iverson    | 1997 | 196  | 95   |
| 33 | Stati Uniti (bandiera) | G     | Todd Withers      | 1988 | 198  | 100  |
| 34 | Stati Uniti (bandiera) | C     | Adam Woodbury     | 1994 | 216  | 111  |
| 35 | Stati Uniti (bandiera) | G     | Devon Baulkman    | 1991 | 193  | 91   |
| 45 | Francia (bandiera)     | A     | Sekou Doumbouya   | 2000 | 203  | 104  |
|    | Stati Uniti (bandiera) | G     | Khyri Thomas      | 1996 | 190  | 95   |

## Staff tecnico
- Allenatore: Donnie Tyndall